# ویکی‌پدیای تبتی
ویکی‌پدیای تبتی نسخه زبان تبتی وب‌گاه ویکی‌پدیا است.
زبان تبتی تا ۴ ژوئن ۲۰۱۲ با بیش از ۵٬۵۸۰ مقاله در رده صدوسی‌وشش ویکی‌پدیاها قرار گرفته‌است.